# Turkansko jezero
Turkansko jezero, zgodovinsko znano tudi kot Rudolfovo jezero, je jezero v Vzhodni Afriki, ki leži na severu Kenije s skrajnim severnim delom v južni Etiopiji. Glavni pritok je reka Omo, ki priteče s severa, vanj se izlivata še reki Turkwel in Kerio. Kotlino na skrajnem severu vzhodnega kraka Vzhodnoafriškega tektonskega jarka zapirajo ognjeniški nanosi na južnem delu, zato nima odtoka (je endoreična) in voda izginja samo z izhlapevanjem. Območje je še vedno ognjeniško aktivno.
Je največje stalno puščavsko jezero na svetu in največje alkalno jezero na svetu. Po prostornini je četrto največje slano jezero na svetu za Kaspijskim jezerom, jezerom Isik Kul in Vanskim jezerom (mimo krčečega južnega Aralskega morja), med vsemi jezeri pa se uvršča na 24. mesto.
Turkansko jezero zdaj ogroža gradnja jezu Gilgel Gibe III v Etiopiji zaradi zajezitve reke Omo, ki oskrbuje večino vode v jezeru.
Čeprav je bilo jezero običajno – in se do neke mere še vedno – uporabljeno za pitno vodo, je zaradi njegove slanosti in zelo visoke ravni fluorida (veliko višje kot v fluorirani vodi) neprimerno, prav tako pa je bilo vir bolezni, ki se širijo z onesnaženo vodo. Vse bolj se skupnosti na obalah jezera zanašajo na podzemne izvire za pitno vodo. Enake lastnosti, zaradi katerih je neprimeren za pitje, omejujejo njegovo uporabo pri namakanju. Podnebje je vroče in zelo suho.
Kamnine okolice so pretežno vulkanske. Centralni otok je aktiven vulkan, ki oddaja hlape. Na vzhodni in južni obali jezera so izbokline in skalnate obale, na zahodu in severu, na nižji nadmorski višini pa so sipine, rtiči in ravnice.
Zaradi vlažnejšega podnebja v geološki preteklosti je bil nekoč vodostaj tudi do 100 metrov višji od sedanjega. Okoliško območje je velikega pomena zaradi številnih fosilnih ostankov zgodnjih ljudi in drugih človečnjakov, ki so uspevali tu, pa tudi drugih predstavnikov prazgodovinske favne. Narodni park Central Island in Narodni park South Island ležita v jezeru in sta zavarovana kot narodna parka. Oba sta znana po svojih nilskih krokodilih. Dodatno pa je Kenija razglasila še narodni park Sibiloi ob severovzhodni obali. Ta območja imajo ključen pomen kot postojanka za ptice selivke in habitat nilskih krokodilov, povodnih konjev ter drugih živali, zato so vpisana v seznam Unescove svetovne dediščine.

## Ime
Jezero sta 6. marca 1888 poimenovala Rudolfovo jezero (v čast prestolonaslednika Rudolfa Avstrijskega) grofa Sámuel Teleki de Szék in njegov poročnik Ludwig Ritter Von Höhnel, Madžar in Avstrijec. Bila sta prva Evropejca, ki sta zabeležila obisk jezera po dolgem safariju po vzhodni Afriki. Toda obstoj jezera ter njegova oblika in lega so bili v Evropi dobro poznani že dolgo preden si je Teleki zamislil svoj obisk. Domačini, ki živijo okoli jezera so ljudstva Turkana, Rendille, Gabbra, Daasanach, Hamar Koke, Karo, Nyagatom, Mursi, Surma in Molo.
J. W. Gregory je v The Geographical Journalu iz leta 1894 poročal, da se je imenovalo Basso Narok, kar v jeziku Samburu pomeni "Črno jezero". Podobno se bližnje etiopsko jezero Chew Bahir v Samburuju imenuje "Basso Naibor", kar pomeni "Belo jezero". Samburu so med prevladujočimi plemeni v regiji Turkanskega jezera, ko so prišli raziskovalci. Kakšna je bila izvorna oblika te fraze, kaj bi lahko pomenila in v katerem jeziku ni jasno. Jezero je svoje evropsko ime ohranilo v času kolonialnega obdobja britanske vzhodne Afrike.Po osamosvojitvi Kenije ga je predsednik Mzee Jomo Kenyatta leta 1975 preimenoval po tamkajšnjem prevladujočem plemenu Turkana.
V neznanem času je jezero dobilo nadomestno ime kot Jade Sea zaradi svoje turkizne barve, ki se je videla ob približevanju od daleč. Barva izvira iz alg, ki se dvigajo na površje v mirnem vremenu. To je verjetno tudi evropsko ime. Turkansko jezero imenujejo Anam Ka'alakol, kar pomeni "morje številnih rib". Iz imena Ka'alakol izhaja Kalokol, mesto na zahodni obali jezera, vzhodno od Lodwarja. Prejšnje avtohtono ime Turkana za jezero je bilo Anam a Cheper. Območje še vedno vidi malo obiskovalcev, saj je dva dni vožnje od Nairobija. Jezero je tudi namišljena meja Rendille in Borane in Oromo do dežele Turkana. Območje je predvsem v osnovi glineno in je bolj alkalno kot morska voda.

## Biologija

### Biomi
Glavni biomi so samo jezero, ki je vodni biom in okoliška regija, ki je razvrščena kot puščava in suha makija. Puščava Chalbi je vzhodno od jezera. Sestavljena je iz slanih in alkalnih usedlin ter stabiliziranih peščenih sipin; nastala v stari strugi jezera Chalbi. V pleistocenu (1,8 milijona let do 10.000 let pred sedanjostjo) je to jezero izsušilo marsabitske vulkane. Od takrat se je posušila in oblikovala obsežna puščava Chalbi. Marsabit je 6300 km2 velik bazaltni ščitasti vulkan v Keniji, zgrajen predvsem v miocenu, vendar so se pred kratkim pojavili nekateri tokovi lave in eksplozivni izbruhi, ki tvorijo maar. Vsaj dva od maarjev gostita kratersko jezero. V vlažnih časih se pojavi suho travinje, na katerem rasetaa Aristida adcensionis in A. mutabilis. V sušnih časih trava izgine. Grmovnice vsebujejo pritlikave grmovnice, kot sta sočnica Duosperma eremophilum in metuljnica Indigofera spinosa. V bližini jezera so medenjakove palme ( Hyphaene thebaica).

### Plankton
V jezeru najdemo tako fitoplankton kot zooplankton.[11] Prvega predstavljajo cianobakterije Microcystis aeruginosa, mikrofit pa Botryococcus braunii. Prisotni so tudi Anabaenopsis arnoldii, Planctonema lauterbornii, Oocystis gigas, Sphaerocystis schroeteri in nekatere druge. Zooplankton vključuje ceponožce, vodne bolhe in praživali.

### Ribe
V primerjavi z drugimi velikimi afriškimi jezeri ima Turkana relativno malo ribjih vrst. V jezeru živi okoli 50 vrst rib, od tega 12 endemitov: ciklide Haplochromis macconneli, H. rudolfianus, H. turkanae in ostrižnik Hemichromis, bodež Enteromius turkanae, som Chrysichthys turkana, ropar Brycinus ferox in B. minutus, Lates longispinis, piškur Lacustricola jeanneli in Micropanchax rudolfianus ter krapovec Neobola stellae. Neendemi vključujejo vrste, kot so nilska tilapija (Oreochromis niloticus), mango tilapija (Sarotherodon galilaeus), Polypteridae, slonovka Mormyrus kannume, afriška arovana (Heterotis niloticus), aba Gymnarchus, Distichodus niloticus, nilski ostriž (Lates niloticus) in številne druge. V zgodnjem holocenu je bila gladina jezera višja in se je izlila v reko Nil, kar je omogočilo dostop ribam in krokodilom. Posledično so neendemične ribe v jezeru večinoma rečne vrste nilotskega izvora. Nekateri neendemi se ne razmnožujejo v jezeru, ampak se selijo navzgor po reki Omo in drugih vodah, da se razmnožujejo.

### Ptice
Regija Turkanskega jezera je dom na stotine vrst ptic, ki izvirajo iz Kenije. Vzhodnoafriški tektonski sistem jarkov služi tudi kot preletna pot za ptice selivke in prinese na stotine drugih. Ptice v bistvu podpirajo planktonske mase v jezeru, ki tudi hranijo ribe.
Nekatere ptice, ki so bolj pogoste pri Turkani, so mali pobrežnik (Calidris minuta), močvirski martinec (Tringa glareola) in mali martinec (Actitis hypoleucos). Afriški škarjekljun (Rhyncops flavirostris) gnezdi na bregovih osrednjega otoka. Nad jezerom sega beloprsi kormoran (Phalacrocorax lucidus), tako kot mnoge druge vodne ptice. Veliki plamenec (Phoenicopterus roseus) se prebija v njegovih plitvinah. Na vzhodu jezerskega območja najdemo Heuglinovo dropljo (Neotis heuglinii).

### Plazilci
Jezero je prej vsebovalo največjo populacijo nilskih krokodilov (Crocodylus niloticus) v Afriki: 14.000, kot je ocenjeno v študiji iz leta 1968 Alistaira Grahama.
Jezero ima tudi veliko populacijo velikih vodnih želv, zlasti na območju osrednjega otoka. Turkanska blatna želva (Pelusios broadleyi) je endemična za jezero.

### Sesalci
Po suhih traviščih se razprostira šibka populacija pašnih sesalcev in plenilcev. To so predvsem Grevyjeva zebra (Equus grevyi), Burchellova zebra (Equus quagga burchellii), vzhodnoafriški oriks (Oryx beisa), Grantova gazela (Nanger granti), antilopa Damaliscus lunatus jimela in žirafa Giraffa camelopardalis reticulata. Lovita jih lev in gepard. Slonov in črnih nosorogov ni več videti, čeprav je Teleki poročal, da jih je videl (in streljal) veliko. Bližje prahu je skakač (Gerbillus pulvinatus).

## Geologija
Turkansko jezero je značilnost vzhodnoafriškega velikega tektonskega jarka. Tektonski jarek je šibko mesto v zemeljski skorji zaradi ločitve dveh tektonskih plošč, ki ju pogosto spremlja jarek ali korito, v katerem se lahko zbira jezerska voda. Razkol se je začel, ko se je Vzhodna Afrika, ki jo poganjajo tokovi v plašču , začela ločevati od preostale Afrike in se premikati proti severovzhodu. Trenutno je jarek na severu jezera širok 320 km, na jugu 170 km. Ta razpoka je ena od dveh in se imenuje Veliki ali Vzhodni jarek. Na zahodu je še en, Zahodni jarek.
Jezero je edinstvena značilnost vzhodnoafriške pokrajine. Poleg tega, da je trajno puščavsko morje, je edino morje, ki ohranja vode, ki izvirajo iz dveh ločenih porečij Nila. Povodje Turkanskega jezera črpa svoje vode predvsem iz Kenijskega in Etiopskega višavja.
Kamnine regije so bile z dvema analitičnima določitvama datirane na pred 522 in 510 milijoni let (Ma). Takrat še ni prišlo do razkola. Razkol je signaliziran z vulkansko aktivnostjo skozi oslabljeno skorjo. Najstarejša vulkanska aktivnost v regiji se je zgodila v hribih Nabwal severovzhodno od Turkane in je datirana na 34,8 mio let v poznem eocenu.
Vidne tektonske značilnosti regije so posledica obsežnih ekstruzij bazalta nad porečjem Turkana-Omo v oknu 4,18–3,99 ma. Ti se imenujejo bazalti skupine Gombe. Razdeljeni so na bazalte Mursi in bazalte Gombi.
Zadnja dva bazalta sta identificirana kot izdanka, ki tvorita skalnate gore in puščave okoli jezera. V delu kotline Omo, bazaltov Mursi, je formacija Mursi na zahodni strani Omo, Nkalabong na Omo in Usno in Shungura vzhodno od Omo. Verjetno najbolj znane formacije so Koobi Fora na vzhodni strani Turkane in Nachukui na zahodni.
Kratkotrajna nihanja gladine jezera v kombinaciji z občasnim izpuščanjem vulkanskega pepela po regiji so povzročila naključno plastenje talnega pokrova nad bazalnimi kamninami. Te horizonte je mogoče natančneje datirati s kemično analizo tufa. Ker se domneva, da je bila ta regija evolucijsko gnezdo homininov, so datumi pomembni za ustvarjanje diahronega niza fosilov, tako hominoidnih kot nehominoidnih – torej tako opic (vključuje hominine) kot neopic. Veliko tisoč je bilo izkopanih.
V kotlini Turkana so vidne terase, ki predstavljajo starodavne obale. Najvišje je 100 m nad gladino jezera (le približno, saj gladina jezera niha), kar se je zgodilo pred približno 9500 leti, ob koncu pleistocena kot del afriškega vlažnega obdobja. Na splošno velja teorija, da je bila Turkana v tistem času del zgornjega sistema Nila, ki se je povezovala z jezerom Baringo na južnem koncu in Belim Nilom na severu, in da so vulkanske prilagoditve zemlje prekinile povezavo. Takšna hipoteza pojasnjuje vrste Nila v jezeru, kot so krokodili in nilski ostriž. Visoke gladine vode so se pojavile tudi pred približno 9000, 6000 in 5000 leti, vsakemu pa je sledil padec gladine jezera za več kot 40 m v manj kot 200 letih. Menijo, da so spremembe v položaju zračne meje Konga vplivale na sposobnost vlage iz Atlantskega oceana, da doseže vzhodno Afriko, kar je močno vplivalo na nivo Turkanskega jezera in sosednjih vodnih teles.
V bližini jezera je arheoastronomsko najdišče Namoratunga, ki je iz leta 300 pred našim štetjem.

## Antropologija
V porečju Turkane so našli fosile homininov nekaterih najzgodnejših človeških prednikov. Fosili Australopithecus anamensis, ki jih je odkril Meave Leakey leta 1994, so stari približno 4 milijone let. Richard Leakey je na tem območju vodil številne antropološke odprave, ki so privedle do številnih pomembnih odkritij ostankov homininov.
Dva milijona let staro lobanjo 1470 so našli leta 1972. Prvotno so mislili, da gre za Homo habilis, vendar je znanstveno ime Homo rudolfensis, ki izhaja iz starega imena tega jezera (Rudolf), leta 1986 predlagal V. P. Aleksejev. Leta 1984 je Kamoya Kimeu odkril  Turkanskega dečka, skoraj popolno okostje mladoletne osebe Homo ergaster. Pred kratkim je Meave Leakey tam odkril 3,5 milijona let staro lobanjo, imenovano Kenyanthropus platyops ("mož s ploskim obrazom Kenije").
Marta Mirazón Lahr je odkrila najzgodnejše dokaze o človeškem bojevanju na mestu Nataruk, ki je v bližini obale starodavnega in večjega jezera Turkana in kjer so dokazi številni človeški okostnjaki, ki kažejo velike travmatične poškodbe glave, vratu, reber, kolen in rok, medskupinskega konflikta med nomadskimi lovci in nabiralci pred 10.000 leti.
Na območju okoli Turkanskega jezera so zastopane številne jezikovne skupine , kar dokazuje številne migracije različnih ljudi skozi tisočletja. Sedanje jezikovne skupine so vsaj tri ločene podskupine nilotske (nilosaharske) in kušitske (afroazijske) jezikovne družine, ki so se nadalje razdelile na več kot 12 jezikov, ki danes obkrožajo jezero. V zgodnjem holocenu (v času holocenskega podnebnega optimuma) so bile gladine jezer visoke, ribolov in iskanje hrane pa sta bila primarna gospodarstva za preživljanje. To je večinoma izpodrinilo kmetijstvo na živalih pred 5000 leti, ko je bila gladina jezera v obdobju hitrega nihanja. V poznejšem holocenu so človeški odzivi na podnebne spremembe vključevali intenziven ribolov, ko je bila gladina jezera visoka, in prehod na govedo, ko se je raven znižala. Megalitski grobovi so zelo razširjeni na obalah jezera in zdi se, da ustrezajo obdobju, ko so bile udomačene živali prvič vnesene v regijo pred približno 5000 leti, pozneje pa so bili mrtvi pokopani v majhnih grobovih. Ljudje, ki danes živijo v regiji, običajno živijo mešano, pri čemer preklapljajo med lovom, ribolovom in živinorejo glede na to, kaj je izvedljivo v določenem letu. Vendar pa je gradnja infrastrukture, kot so krščanske misijonske postaje, črpanje energije (veter, nafta) in točke za distribucijo pomoči nevladnih organizacij, naredila regijo bolj povezano z zunanjimi viri za preživljanje in odvisno od njih. Tradicionalne načine preživljanja, kot sta pašništvo in ribištvo, zdaj dopolnjuje gospodarstvo, ki temelji na gotovini.

## Vetrna energija
Konzorcij Lake Turkana Wind Power (LTWP) namerava zagotoviti 310 MW električne energije v kenijsko nacionalno električno omrežje z izkoriščanjem edinstvenih vetrovnih razmer okoli jezera. Načrt predvideva 365 vetrnih turbin, vsaka z nazivno zmogljivostjo 850 kilovatov. Oktobra 2016 je bilo nameščenih 155 turbin, dokončanje pa se pričakuje leta 2017. To bo največji projekt vetrne energije v Afriki.

## Jezovi
Jez Gibe III že gradi Etiopija vzdolž njene reke Omo, pri čemer se splošno zaveda, da bo povzročil močno zmanjšanje pretoka reke navzdol in resno zmanjšanje dotoka v kenijsko Turkansko jezero, ki prejema 90 odstotkov svojih voda iz reke. Glede na poročilo ARWG bodo te spremembe uničile sredstva za preživetje najmanj 200.000 pastirjev, od poplav odvisnih kmetov in ribičev vzdolž reke Omo, 300.000 pastirjev in ribičev ob obali jezera – s čimer bodo etnične skupine regije pahnile v čezmejno nasilje. konflikt sega tudi v Južni Sudan, saj se vsi soočajo s lakoto.
Poročilo ponuja uničujoč pogled na globoko pomanjkljiv razvojni proces, ki ga spodbujajo posebni interesi svetovnih financ in afriških vlad. Pri tem opredeljuje velika prezrta ali drugače zmanjšana tveganja, med katerimi je tudi ocena ameriškega geološkega zavoda o visokem tveganju za potres z magnitudo 7 ali 8 v območju jezu Gibe III.

### Vpliv na Turkansko jezero
Velikost vpliva, ki ga bodo imeli jez in morebitni namakalni projekti, ki jih bo povzročil jez, na vodostaj Turkanskega jezera je sporen. Hidrološka študija, izvedena za Afriško razvojno banko novembra 2010, je pokazala, da bo polnjenje jezu znižalo gladino jezera za dva metra, če ne bo namakanja. Namakanje bi povzročilo nadaljnji padec gladine jezera.
Prijatelji jezera Turkana, kenijska organizacija, ki zastopa domorodne skupine na severozahodu Kenije, katerih preživetje je povezano z jezerom, so predhodno ocenili, da bi jez lahko znižal gladino jezera za do 10 metrov, kar bi prizadelo do 300.000 ljudi. To bi lahko povzročilo povečanje slanosti slane vode do nivoja, kjer domorodne skupine okoli jezera morda ne bodo več imele pitne vode. Trenutno je slanost vode približno 2332 mg/L, ocenjujejo pa, da bi lahko 10-metrsko znižanje gladine jezera Turkana povzročilo dvig slanosti na 3397 mg/L. Zvišanje slanosti bi lahko tudi drastično zmanjšalo število rib v jezeru, od katerih so ljudje okoli jezera odvisni za preživetje. Po mnenju kritikov bo to »jezero obsodilo na ne tako počasno smrt.«
Vpliv na jezero bo po besedah predlagateljev jezu omejen na začasno zmanjšanje pretokov med polnjenjem zadrževalnika. Različni viri navajajo, da bi polnjenje lahko trajalo od enega do treh mokrih sezonah. Skupna prostornina akumulacije jezu Gibe III bo od 11,75 do 14 milijard kubičnih metrov, odvisno od virov. Po mnenju podjetja, ki gradi jez, bi to zmanjšalo gladino vode v jezeru za »manj kot 50 cm na leto za tri leta« in da se slanost »na noben način ne bo spremenila«.
Po podatkih Mednarodnega odbora za okolje 90 % vode jezera Turkana dovaja reka Omo, na kateri bo zgrajen jez. Brez iztoka jezero vsako leto izgubi 2,3 metra vode zaradi izhlapevanja, njegova raven pa je občutljiva na podnebna in sezonska nihanja. Za primerjavo, zgodovinska gladina Turkanskega jezera se je znižala z 20 m nad današnjo gladino v 1890-ih na enako raven kot danes v 1940-ih in 1950-ih. Nato se je nivo spet postopoma povečeval za 7 metrov, da bi dosegel vrh okoli leta 1980, nato pa se je spet zmanjšal.
Povzetek presoje vplivov na okolje in družbe (ESIA) projekta ni ocenil vpliva jezu na vodostaj in kakovost vode jezera Turkana. Direktor kenijskega regulativnega odbora za vodne storitve John Nyaoro je trdil, da jez ne bi imel negativnega vpliva na jezero Turkana.

## V popularni kulturi
Xenosaga - V letu "20XX" so v jezeru Turkana odkrili Zohar, mistični artefakt. Je serija videoiger z igranjem vlog, ki jo je razvil Monolith Soft, izdal pa jo je predvsem Namco.